# Matheu Hinzen
Matheu Hinzen (Antwerpen, 12 mei 2006) is een Nederlandse acteur, zanger en presentator.

## Biografie
Matheu Hinzen is afkomstig uit Weert. Hij groeide op in een gezin van kermisexploitanten dat in de zomer door Nederland en België reist.
Hinzen heeft meegedaan aan meerdere theatershows en films. In 2015 speelde hij de rol van 8-jarige André Hazes in de film Bloed, zweet & tranen. Een jaar later speelde hij Gijs in de film Onze Jongens. In 2017 vertolkte hij de hoofdrol van Ciske in de musical Ciske de Rat.
In 2019 deed Hinzen mee aan het Junior Songfestival, dat hij op 28 september 2019 won met het nummer Dans met jou. Hierdoor mocht hij Nederland vertegenwoordigen op het Junior Eurovisiesongfestival in de Poolse stad Gliwice op 24 november 2019. Het Junior Eurovisiesongfestival 2019 werd gewonnen door gastland Polen, Matheu behaalde de vierde plek met een score van 186 punten.
Op 15 juni 2024 werd bekendgemaakt dat Hinzen de nieuwe presentator word van de Kids Top 20. Vanaf 31 augustus 2024 is Hinzen wekelijks te zien in het AVROTROS programma op NPO Zapp.

## Filmografie

### Films
- Bloed, zweet & tranen (2015), als jonge André Hazes
- The Peanuts Movie (2015) (Nederlandse stem)
- Uilenbal (2016), als Jason
- Onze Jongens (2016), als Gijs
- De familie Slim (2017), als Max
- Rikkie de Ooievaar (2017) (Nederlandse stem)
- Incredibles 2 (2018) (Nederlandse stem van Dash Parr)
- Toy Story 4 (2019) (Nederlandse stem van jonge Andy)
- Onze Jongens in Miami (2020), als Gijs
- Wickie de Viking: Het Magische Zwaard (2020) (Stem: Wickie)
- De nog grotere slijmfilm (2021), als Benji
- De oneindige slijmfilm (2023), als Benji
- The Wild Robot (2024) (Nederlandse stem van Brightbill)

### Televisie
- Welkom Sinterklaas (Nickelodeon) (2017)
- De zomer van Zoë (2020–heden)
- Junior Songfestival (2022–heden), presentator
- Brugklas, (2023), Sydney aflevering 2, 3, 4, 5, 7, 8.
- Zapp detective (2024)
- Kids Top 20 (2024–heden), presentator
- De Alleskunner VIPS Kerstspecial (2024), deelnemer
- Stars on Stage (2025), gastperformer

### Talentenshows
- Superkids (2016)
- Junior Songfestival 2019
- Junior Eurovisiesongfestival 2019

## Theater
- Ciske de Rat - Ciske (hoofdrol)

## Discografie
| Single met eventuele hitnotering(en) in de Nederlandse Top 40 | Datum van verschijnen | Datum van binnenkomst | Hoogste positie | Aantal weken | Opmerkingen                                                      |
| ------------------------------------------------------------- | --------------------- | --------------------- | --------------- | ------------ | ---------------------------------------------------------------- |
| Dans met jou                                                  | 12-7-2019             | -                     | -               | -            | Junior Eurovisiesongfestival 2019                                |
| Memories                                                      | 31-2-2020             | -                     | -               | -            | cover van Maroon 5                                               |
| Ben jij het                                                   | 28-2-2020             | -                     | -               | -            |                                                                  |
| Echo                                                          | 12-6-2020             | -                     | -               | -            | uit de film De piraten van hiernaast                             |
| Let You Love Me                                               | 21-8-2020             | -                     | -               | -            | cover van Rita Ora                                               |
| Let It Go                                                     | 4-9-2020              | -                     | -               | -            | cover van James Bay                                              |
| Masterpiece                                                   | 21-9-2020             | -                     | -               | -            | cover van Jessie J                                               |
| See you                                                       | 9-10-2020             | -                     | -               | -            | cover van Johnny Orlando                                         |
| I wanna dance with somebody                                   | 23-10-2020            | -                     | -               | -            | cover van Whitney Houston                                        |
| Samen                                                         | 15-01-2021            | -                     | -               | -            |                                                                  |
| Ok                                                            | 11-06-2021            | -                     | -               | -            |                                                                  |
| Voor even stil                                                | 13-04-2022            | -                     | -               | -            | uit de film De piraten van hiernaast: De ninja's van de overkant |
| Dansen met je dochter                                         | 31-05-2024            | -                     | -               | -            |                                                                  |